# Torben Månsson
Torben Månsson (Koppenhága, 1936. szeptember 22. –) dán nemzetközi labdarúgó-játékvezető.

## Pályafutása

### Nemzeti játékvezetés
Ellenőreinek, sportvezetőinek javaslatára lett az I. Liga játékvezetője. Az aktív nemzeti játékvezetéstől 1983-ban vonult vissza.

### Nemzetközi játékvezetés
A Dán labdarúgó-szövetség Játékvezető Bizottsága (JB) terjesztette fel nemzetközi játékvezetőnek, a Nemzetközi Labdarúgó-szövetség (FIFA) 1975-től tartotta nyilván bírói keretében. Több nemzetek közötti válogatott és klubmérkőzést vezetett, vagy működő társának partbíróként segített. A dán nemzetközi játékvezetők rangsorában, a világbajnokság-Európa-bajnokság sorrendjében többedmagával a 26. helyet foglalja el 1 találkozó szolgálatával. Az aktív nemzetközi játékvezetéstől 1983-ban a FIFA 45 éves korhatárát elérve búcsúzott. Válogatott mérkőzéseinek száma: 6.

#### Világbajnokság
A világbajnoki döntőhöz vezető úton Spanyolországba a XII., az 1982-es labdarúgó-világbajnokságra a FIFA JB bíróként alkalmazta.
| Időpont           | Helyszín                     | Mérkőzés típusa           | Mérkőzés          | Eredmény | Nézők száma |
| ----------------- | ---------------------------- | ------------------------- | ----------------- | -------- | ----------- |
| 1980. október 15. | Ninian Park Stadion, Cardiff | előselejtező (3. csoport) | Wales–Törökország | 4 : 0    | 11 770      |

#### Európa-bajnokság
1982-ben még nem volt házigazdája a döntő mérkőzéseknek.
| Időpont              | Helyszín                      | Mérkőzés típusa                         | Mérkőzés        | Eredmény |
| -------------------- | ----------------------------- | --------------------------------------- | --------------- | -------- |
| 1981. szeptember 22. | Marcel Saupin Stadion, Nantes | előselejtező (1. csoport,- 2. mérkőzés) | NSZK–Finnország | 4 : 2    |

#### Nemzetközi kupamérkőzések

##### Bajnokcsapatok Európa-kupája
| Időpont              | Helyszín                | Mérkőzés típusa          | Mérkőzés                   | Eredmény | Nézők száma |
| -------------------- | ----------------------- | ------------------------ | -------------------------- | -------- | ----------- |
| 1982. szeptember 15. | Sclessin Stadion, Liège | 1. forduló (1. mérkőzés) | Standard de Liège–Rába ETO | 5 : 0    | 10 960      |

## Külső hivatkozások
- Torben Månsson. World Referee. [2012. október 11-i dátummal az eredetiből archiválva]. (Hozzáférés: 2012. december 10.)
- Torben Månsson. footballzz.com. (Hozzáférés: 2012. december 10.)
- Torben Månsson. scoreshelf.com. [2016. január 24-i dátummal az eredetiből archiválva]. (Hozzáférés: 2012. december 10.)
- Torben Månsson. eu-football.info. (Hozzáférés: 2012. december 10.)